# Menceyato di Taoro

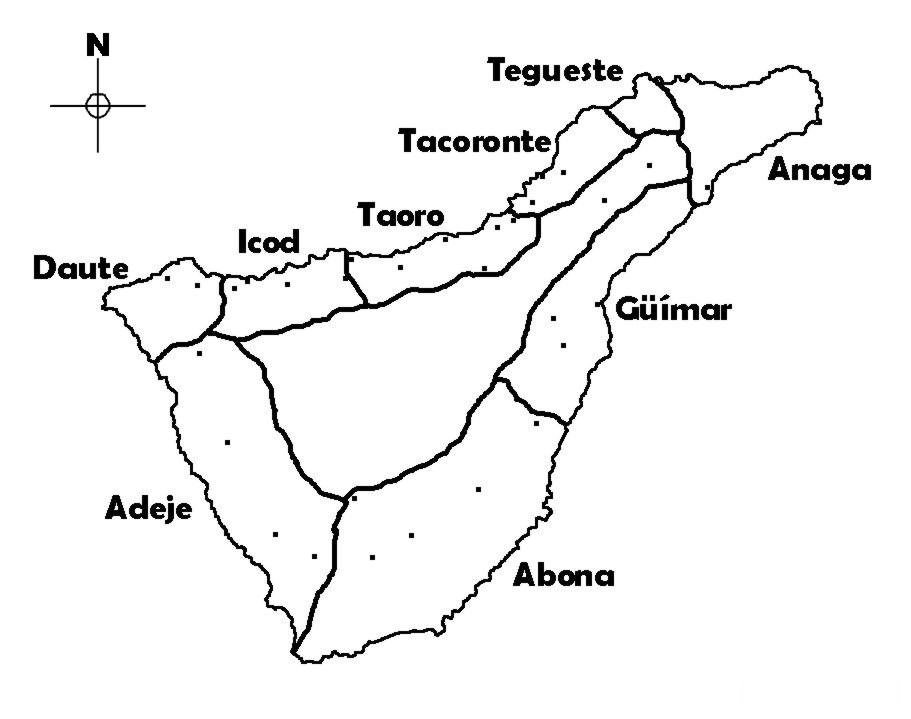
Menceyatos di Tenerife

Il Menceyato di Taoro era una delle nove demarcazioni territoriali in cui i guanci avevano diviso l'isola di Tenerife nelle isole Canarie, al momento della conquista della Corona di Castiglia nel XV secolo.
Fu situata nel nord dell'isola. Al momento della conquista, fu il regno aborigeno più importante di Tenerife. Ha occupato i comuni di Puerto de la Cruz, La Orotava, La Victoria de Acentejo, La Matanza de Acentejo, Los Realejos e Santa Úrsula.
I suoi conosciuti menceyes (re guanci) erano Bencomo e Bentor.